# Heartworn Highways
Heartworn Highways är en amerikansk musikdokumentär utgiven 1981. Filmen spelades in 1975 och porträtterar bland annat flera lovande countrymusiker som inte tillhörde det så kallade Nashville-soundet. 
Medverkar gör bland andra Guy Clark, Townes Van Zandt, Steve Earle, David Allan Coe, Peggy Brooks, Rodney Crowell, Charlie Daniels, Wayne Moss, Gamble Rogers, Glenn Stagner, Larry Jon Wilson och Steve Young.